# Karl Adam (teologo)
Karl Adam (Pursruck, 22 ottobre 1876 – Tubinga, 1º aprile 1966) è stato un teologo cattolico tedesco.
Professore a Strasburgo nel 1917 e dal 1919 a Monaco di Baviera.
Nei suoi scritti sintetizza la dottrina cattolica con la cultura ed il pensiero moderni; pose l'attenzione sui problemi religiosi che caratterizzano l'attesa del suo tempo. Importante per l'abbozzo dei dogmi cristologici sono le opere di cristologia. L'attenzione degli ultimi anni si portò invece sui problemi dell'ecumenismo.

### Opere letterarie
- 1921 – Glaube und Glaubenswissenschaft im Katholizismus
- 1924 – Das Wesen des Katholizismus
- 1926 – Christus unser Bruder
  - Cristo nostro fratello
- 1933 – Jesus Christus
- 1954 – Der Christus des Glaubens
  - 1959 – Cristo della fede